# Branka u Opavy
Branka u Opavy (do 31. prosince 1993 Branka, německy Branka) je slezská obec v okrese Opava v Moravskoslezském kraji. Leží na řece Moravici v těsném sousedství jižněji položeného města Hradec nad Moravicí. Žije zde přibližně 1 100 obyvatel.
V obci působí sbor dobrovolných hasičů a také firma Branecké železárny, známější pod názvem BRANO, vyrábějící zárubně do dveří a pneumatické „zavírače“ dveří.
Obec Branka se nachází na pomezí dvou geomorfologických provincií České vysočiny, která je v místě zastoupena geomorfologickým podcelkem Vítkovská vrchovina, a Středoevropské nížiny s geomorfologickým celkem Opavská pahorkatina.

## Název
Jméno vesnice je totožné s obecným branka. Vesnice byla pojmenována podle toho, že střeží vstup staré obchodní trasy do údolí Moravice.

## Historie
První písemná zmínka o obci pochází z roku 1257.

## Obyvatelstvo
| Rok            | 1869 | 1880 | 1890 | 1900 | 1910 | 1921 | 1930 | 1950 | 1961 | 1970 | 1980 | 1991 | 2001  | 2011  | 2021  |
| -------------- | ---- | ---- | ---- | ---- | ---- | ---- | ---- | ---- | ---- | ---- | ---- | ---- | ----- | ----- | ----- |
| Počet obyvatel | 347  | 428  | 440  | 464  | 650  | 721  | 758  | 691  | 638  | 641  | 781  | 796  | 1 013 | 1 072 | 1 017 |
| Počet domů     | 40   | 46   | 64   | 46   | 54   | 58   | 85   | 103  | 118  | 134  | 178  | 206  | 248   | 268   | 286   |

## Obecní správa
Mezi lety 1869–1974 Branka u Opavy byla obcí v okrese Opava. Od 1. ledna 1975 do 31. prosince 1993 patřila jako čast města k Hradci nad Moravicí a od 1. ledna 1994 je opět samostatnou obcí.

### Obecní symboly
Znak a vlajka byly obci uděleny rozhodnutím předsedy Poslanecké sněmovny Parlamentu České republiky dne 14. ledna 2000.

## Doprava

### Železniční doprava
V obci na nachází železniční zastávka Branka u Opavy na trati Opava východ - Hradec nad Moravicí, každou hodinu zde jezdí vlaky z Opavy do Hradce a z Hradce do Opavy. Vlaková zastávka se nachází cca 305 metrů od obecního úřadu. V pravidelných osobních vlacích platí samoobslužný způsob odbavování cestujících. V zastávce se nenachází pokladní přepážka ani automat na jízdenky.

### Silniční doprava
Brankou vede silnice I/57 vedoucí z polské silnice č. 41 (Prudník), Krnova a Opavy. Silnice pokračuje pak přes Hladké Životice, Nový Jičín, Valašské Meziříčí, Vsetín, Valašskou Polanku, Horní Lideč až na Slovensko.

## Galerie

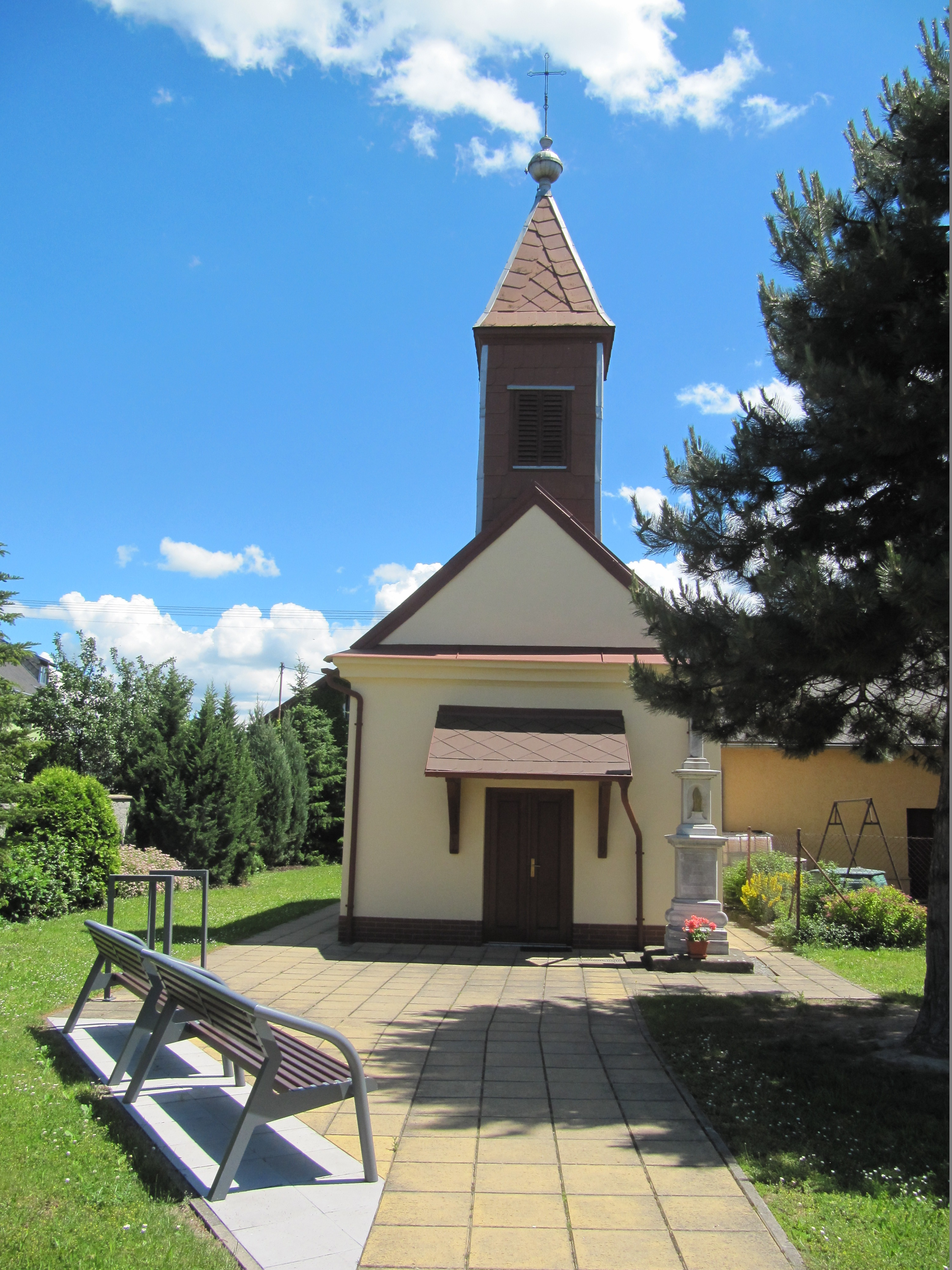
Kaple v obci
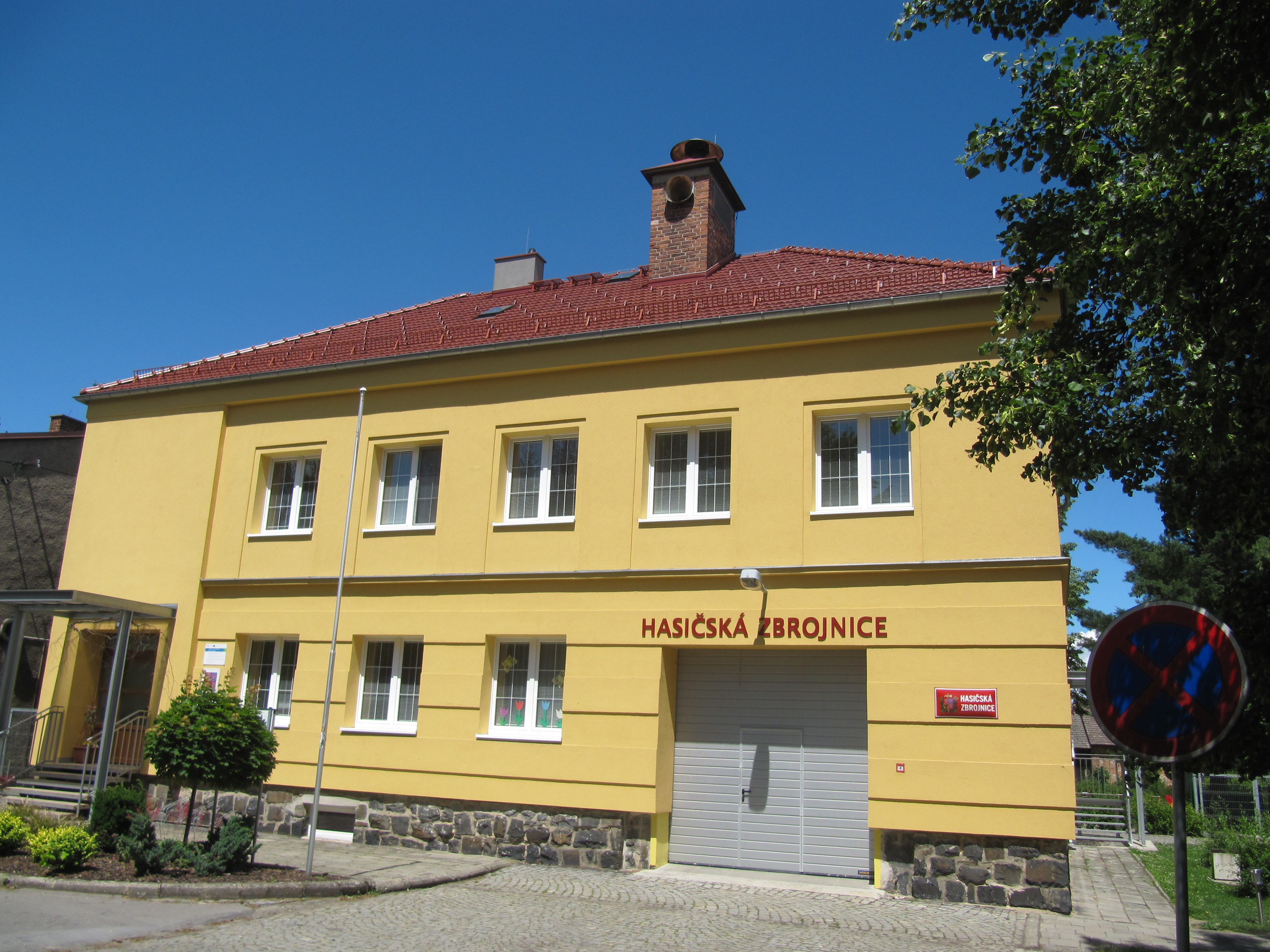
Hasičská zbrojnice
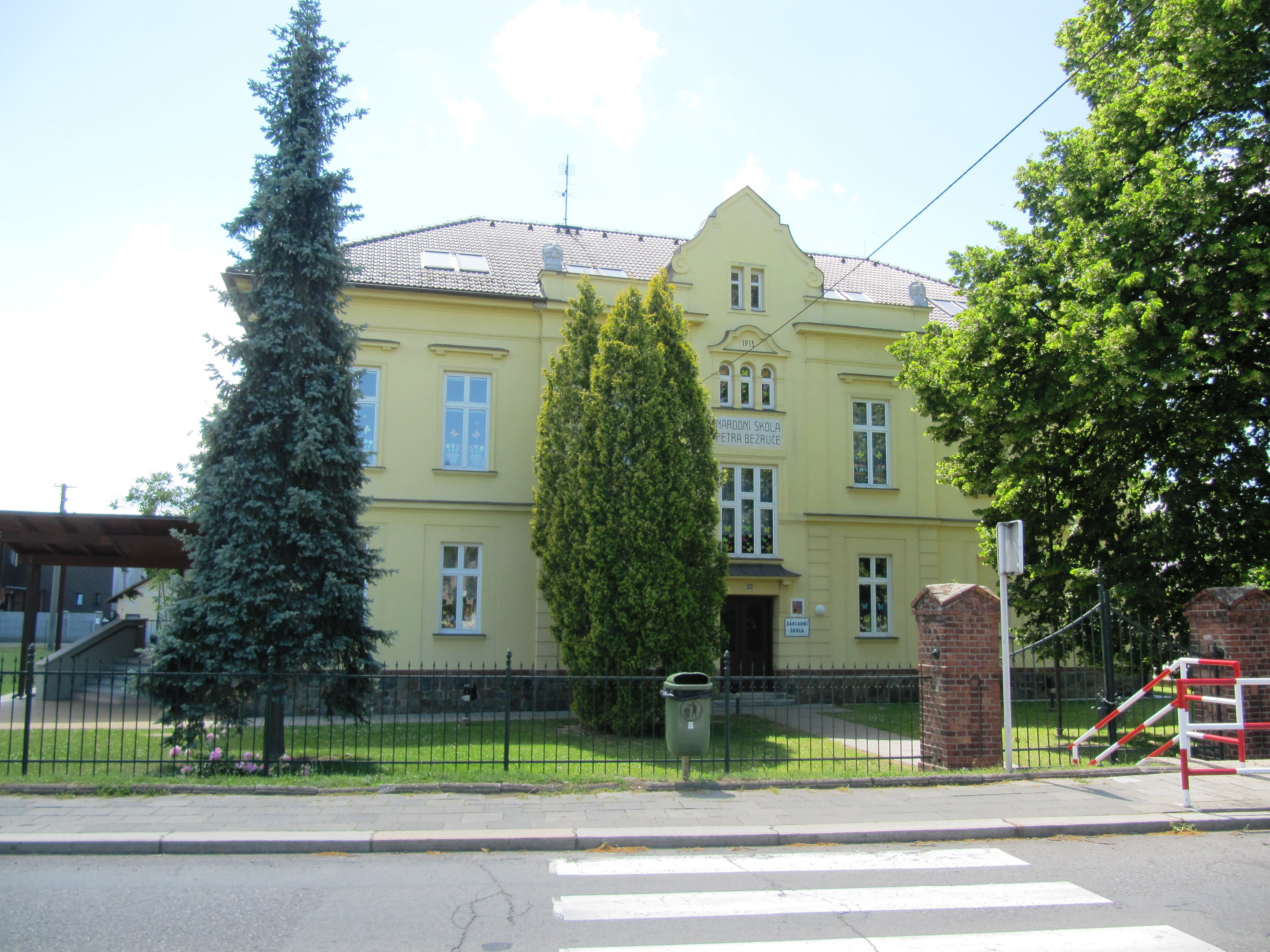
Škola
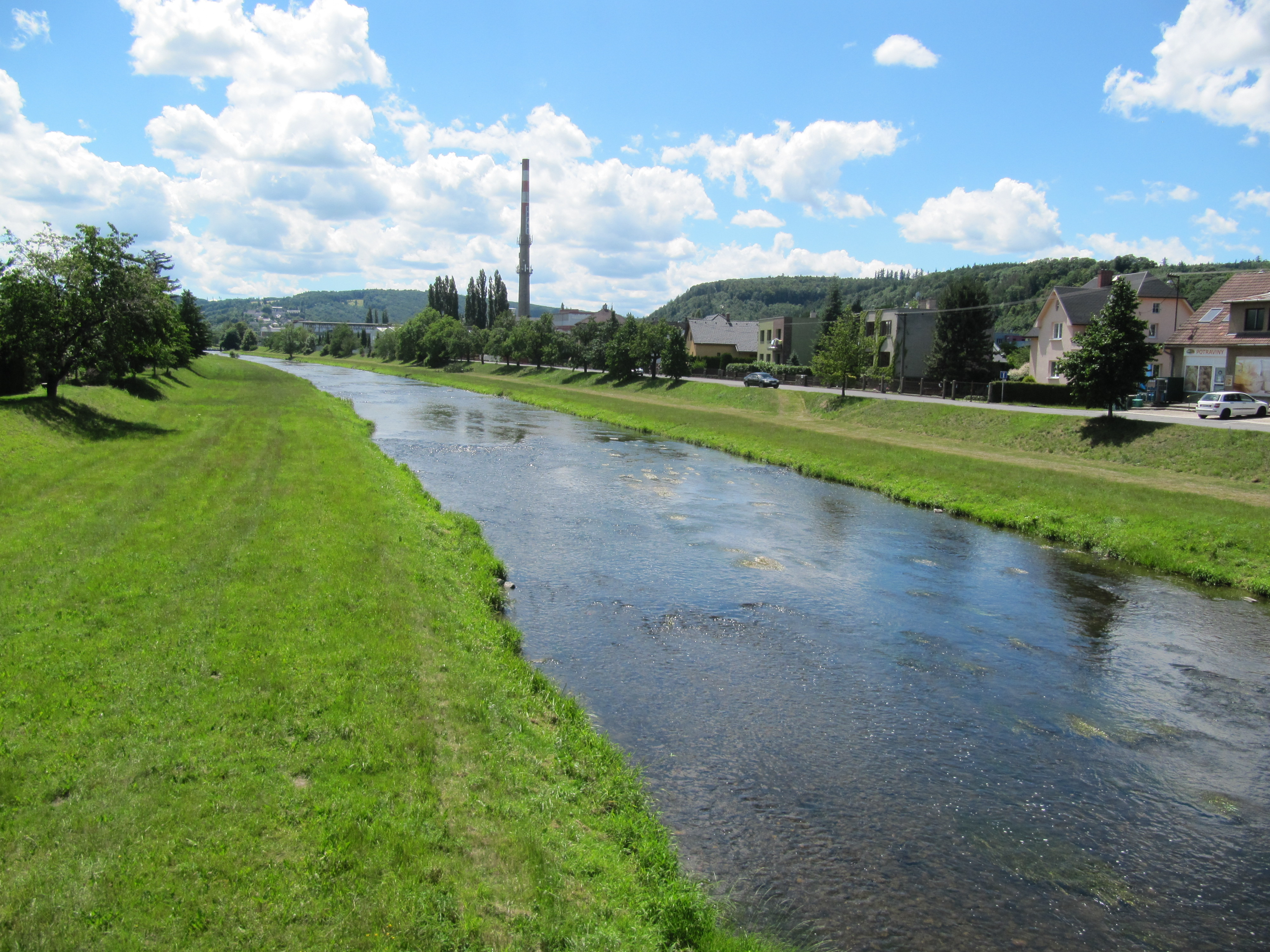
Moravice protékající obcí